# Friedrich Christoph Grabner zu Rosenburg
Friedrich Christoph Grabner zu Rosenburg (* im 16. Jahrhundert; † zur Mitte des 17. Jahrhunderts) war ein Adeliger des Erzherzogtums Österreich unter der Enns, der aufgrund seines protestantischen Bekenntnisses nach Franken emigrierte. Friedrich Christoph Grabner war Herr von Pottenbrunn, Siebenbrunn, Judenau, Schlickendorf in Niederösterreich sowie von Joslowitz in Mähren.

## Leben

### Abstammung

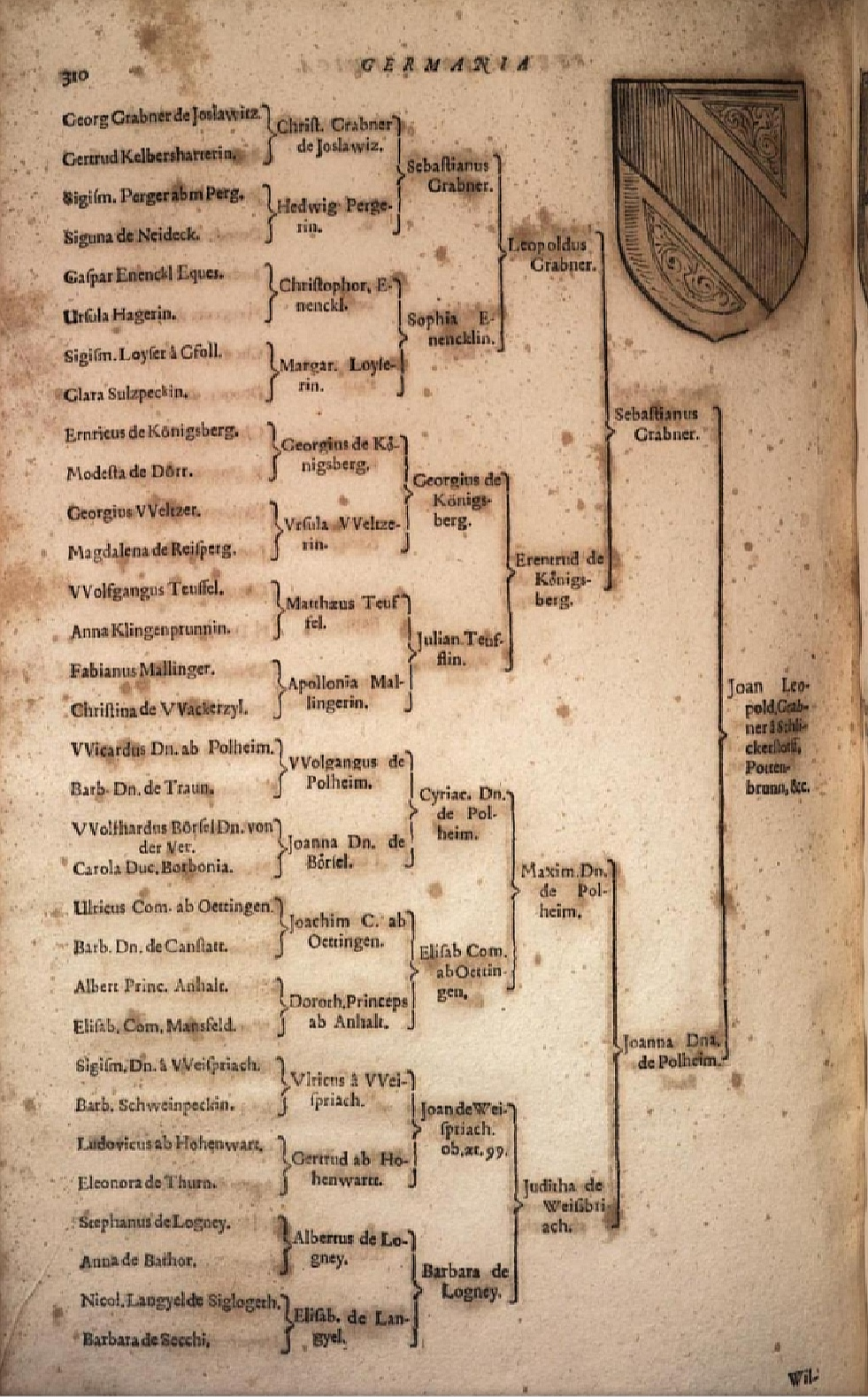
Adelsprobe mit Wappenschild. Vorfahren des Friedrich Christoph Grabner (als Bruder des Johan Leopold Grabner; Joan Leopold Grabner, Schlickersdorff, Pottenbrunn enz.) aus „Germania topo-chrono-stemmato-graphica sacra et profana opera“, Band 3, Seite 310, von Gabriel Bucelinus (1671)

Friedrich Christoph Grabner war der jüngere Sohn des Sebastian Grabner zu Rosenburg aus der Zweiten Niederösterreichischen Linie der Grabner zu Rosenburg der weitverzweigten Herren von Graben und der Johanna von Polheim. Die Grabner zählten im Laufe des 16. und beginnenden 17. Jahrhunderts zu den reichsten und angesehensten Familien Österreichs.
Die Familie Polheim war mit den bedeutendsten Familien der Habsburgermonarchie und darüber hinaus verwandt; so entstammte Friedrich Christophs Mutter via ihrer Großmutter Elisabeth Gräfin von Öttingen (* 1503) dem Haus Öttingen, und mittels ihrer Urgroßmutter Johanna von Borsselen, Gräfin von der Veer (* 1476; † 1509) den Geschlechtern Borsselen und Bourbon-Montpensier, Abkömmlinge von König Ludwig dem Heiligen von Frankreich.
Grabners Onkel entstammten den Geschlechtern Althann, Abensberg-Traun und Salm; über seine Schwester Maria Grabner von Rosenburg (1589–1623) war er mit Johann Ludwig Graf von Kuefstein, einem Diplomat und Romanübersetzer der Barockzeit, verschwägert. Friedrich Christoph Grabner ehelichte Petronella (oder Rosina) Gerhab von Ho(c)henburg, aus dessen Ehe keine Kinder entsprangen.
| Ahnenprobe des Friedrich Christoph Grabner zu Rosenburg | Ahnenprobe des Friedrich Christoph Grabner zu Rosenburg                                                 | Ahnenprobe des Friedrich Christoph Grabner zu Rosenburg                                                 | Ahnenprobe des Friedrich Christoph Grabner zu Rosenburg                                                 | Ahnenprobe des Friedrich Christoph Grabner zu Rosenburg                                                 | Ahnenprobe des Friedrich Christoph Grabner zu Rosenburg | Ahnenprobe des Friedrich Christoph Grabner zu Rosenburg |
| ------------------------------------------------------- | --- | --- | --- | --- | ------------------------------------------------------- | ------------------------------------------------------- |
| Urgroßeltern                                            | Sebastian I. Grabner zu Rosenburg († 1535) ⚭ Sophia Ennenkel                                            | Georg IV. von Königsberg (* 1489; † 1556) ⚭ Juliana Teufel von Krottendorf                              | Cyriak Freiherr von Polheim (* 6. Juni 1495; † 2. Juli 1533) ⚭ 1517 Elisabeth Gräfin von Oettingen      | Johann von Weißpriach ⚭ Barbara Lónyay (* 1505)                                                         |                                                         |                                                         |
| Großeltern                                              | Leopold Grabner zu Rosenburg (* 1528; † 1583) ⚭ Ehrentraud von Königsberg                               | Leopold Grabner zu Rosenburg (* 1528; † 1583) ⚭ Ehrentraud von Königsberg                               | Maximilian von Polheim und Wartenberg (* 1525; † 20. 4. 1570) ⚭ Judith von Weißpriach († 5. 11. 1578)   | Maximilian von Polheim und Wartenberg (* 1525; † 20. 4. 1570) ⚭ Judith von Weißpriach († 5. 11. 1578)   |                                                         |                                                         |
| Eltern                                                  | Sebastian II. Grabner zu Rosenburg († 1613) ⚭ Johanna Freiin von Polheim (* 14. 6. 1561, † 15. 6. 1593) | Sebastian II. Grabner zu Rosenburg († 1613) ⚭ Johanna Freiin von Polheim (* 14. 6. 1561, † 15. 6. 1593) | Sebastian II. Grabner zu Rosenburg († 1613) ⚭ Johanna Freiin von Polheim (* 14. 6. 1561, † 15. 6. 1593) | Sebastian II. Grabner zu Rosenburg († 1613) ⚭ Johanna Freiin von Polheim (* 14. 6. 1561, † 15. 6. 1593) |                                                         |                                                         |
| Friedrich Christoph Grabner zu Rosenburg († um 1650)    | | | | |                                                         |                                                         |

### Tätigkeit

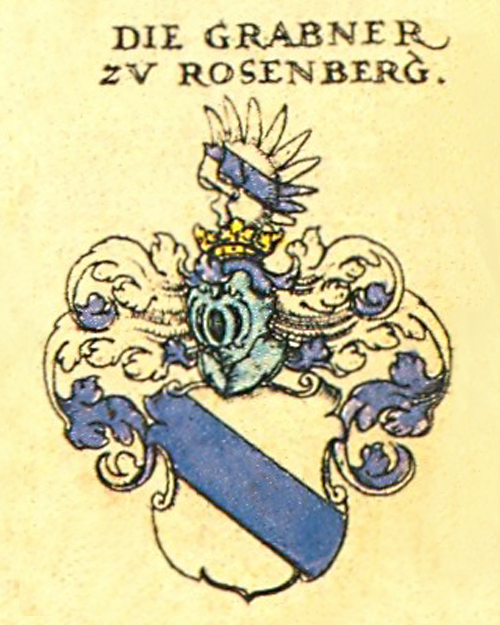
Wappen Grabner zu Rosenburg (Rosenberg)

Die Grabner zu Rosenburg waren während der Reformationszeit eine der führenden protestantischen Geschlechter des Landes. Da sein älterer Bruder Johann Leopold Grabner zu Rosenburg bereits vor ihm verstorben ist, erbte er nach dem Tod seines Vaters die großen niederösterreichischen und mährischen Herrschaften Pottenbrunn, Siebenbrunn, Judenau und Schlickendorf resp. Joslowitz. Die bedeutende Herrschaft Rosenburg hatte bereits sein Vater 1604 wegen hoher Verschuldung an die mit ihm Verwandten Jörger von Tollet verkaufen müssen.
Aufgrund des Religionskonflikts veräußerte Grabner teilweise seine Herrschaften – Pottenbrunn war wegen seines Aufstandes im Konflikt bereits konfisziert und zwischen 1613 und 1618 gleichfalls wie die Rosenburg an die Jörger verkauft worden – um 1618 oder 1619 nach Regensburg und hernach nach Franken zu verziehen. Bei seinem kinderlosen Tod war er der letzte der Linie der niederösterreichischen Grabner.

## Information
Die Daten zu diesem Artikel wurden aus der Von Graben Forschung von Matthias Laurenz Gräff übernommen.